# Pro Evolution Soccer 2009
Pro Evolution Soccer 2009 (afgekort tot PES 2009) is een voetbalsimulatiespel uit de Pro Evolution Soccer-serie van Konami. Het spel werd in het derde kwartaal van 2008 uitgebracht voor de pc, PlayStation 3, PlayStation 2, PlayStation Portable en Xbox 360. In het eerste kwartaal van 2009 verscheen er ook een Wii-versie.
Het spel bevat licenties van de Ligue 1, Serie A, Eredivisie en UEFA Champions League (inclusief alle originele teams (behalve Aalborg, Anorthosis Famagusta en BATE Borisov), muziek, sponsors en beker). Het spel bevat ook de drie Belgische topclubs Anderlecht, Club Brugge en Standard Luik, en verder het Nederlands elftal. Het commentaar wordt verzorgd door Jon Champion en Mark Lawrenson.

## Competities
- Eredivisie
- Serie A
- Ligue 1
- UEFA Champions League

De Engelse en Spaanse competitie zijn ook aanwezig in het spel. Echter zijn er van deze competities slechts een paar clubs volledig gelicenceerd. De overige clubs hebben overigens wel de echte spelers, maar dragen een fictieve naam en spelen in fictieve tenues.

## Speltypen
ExhibitionIn dit speltype speelt de speler een vriendschappelijke wedstrijd tegen de computer of tegen andere spelers. Met meerdere spelers tegen de computer spelen is ook mogelijk.
Become A LegendEen nieuwe speltype ten opzichte van de vorige spellen. Hierin speelt men als één speler, die men gedurende zijn hele carrière volgt. Bij aanvang is deze speler nog een beginner, maar naarmate hij meer wedstrijden speelt werkt hij zich op naar professionele niveau. Men kan zelf bepalen hoe deze speler eruitziet.
Master LeagueMet Master League neemt de speler de rol aan van een coach bij een team. Men kan kiezen om een echt team te nemen, een fantasieteam te maken of een 'standaard'-team met standaard spelers die in het begin nog vrij slecht zijn. Men kan ook spelers erbij kopen. Doel is dit team door de Master League heen te coachen.
UEFA Champions LeagueEveneens een nieuwe toevoeging. Hierbij kan men het hele toernooi doorspelen.
League/CupIn dit speltype kan men de Nederlandse, Engelse, Spaanse, Italiaanse en Franse competitie spelen. Met de nationale teams kan men alle internationale toernooien spelen. Als men met bepaalde teams het WK wint, speelt men ook de Classic teams van die teams vrij. Men kan ook een eigen cup of league starten waar men zelf bepaalt welke teams erin spelen.
NetworkDit is een speltype om online tegen elkaar te spelen.

## Overige clubteams
- Engeland: Manchester United, Liverpool
- Spanje: Real Madrid, RCD Espanyol, FC Barcelona, Racing Santander, Deportivo de La Coruña, Sevilla FC, RCD Mallorca, Villarreal CF en Real Valladolid, Atlético Madrid*, Athletic Bilbao*
- Portugal: FC Porto, SL Benfica, Sporting Lissabon
- Griekenland: Olympiakos, Panathinaikos en AEK Athene
- Kroatië: NK Dinamo Zagreb
- Schotland: Celtic FC en Glasgow Rangers
- Turkije: Fenerbahçe SK, Galatasaray SK en Beşiktaş JK
- Roemenië: Steaua Boekarest en CFR Cluj
- Zwitserland: FC Basel
- Oekraïne: Dinamo Kiev en Sjachtar Donetsk
- Rusland: Zenit Sint-Petersburg, Spartak Moskou
- Denemarken: FC Kopenhagen en Brøndby IF
- België: RSC Anderlecht, Club Brugge en Standard Luik
- Finland: HJK Helsinki
- Zweden: IFK Göteborg, AIK Solna en Hammarby IF
- Noorwegen: Rosenborg BK
- Tsjechië: Slavia Praag
- Servië: Rode Ster Belgrado
- Brazilië: SC Internacional
- Argentinië: River Plate en Boca Juniors

(*) Niet in alle versies.

## Nationale teams
- Nederland
- Brazilië
- Argentinië
- Spanje
- Italië
- Portugal
- Kroatië
- Engeland
- Frankrijk
- Ierland
- Schotland
- Griekenland
- Turkije
- Tsjechië
- Zweden
- Australië
- Japan
- Zuid-Korea
- Ghana
- Ivoorkust
- Kameroen